# 리노이에씨
리노이에씨(李家氏)는 한국에서 유래한 일본의 씨족이다. 시조는 임진왜란 당시 일본에 붙잡혀 간 조선인 이경보(李慶甫)이다.

## 같이 보기
- 리노이에 모토히로(李慶甫)